# Starčevo, Petrovac na Mlavi
Starčevo (izvirno srbsko Старчево) je naselje v Srbiji, ki upravno spada pod Občino Petrovac na Mlavi; slednja pa je del Braničevskega upravnega okraja.

## Demografija
V naselju živi 465 polnoletnih prebivalcev, pri čemer je njihova povprečna starost 44,1 let (44,1 pri moških in 44,1 pri ženskah). Naselje ima 181 gospodinjstev, pri čemer je povprečno število članov na gospodinjstvo 3,23.
Prebivalstvo je večinoma nehomogeno, a v času zadnjih treh popisov je opazno zmanjšanje števila prebivalcev.
|  |

| Demografija | Demografija     | Demografija     |
| Leto        | Št. prebivalcev | Št. prebivalcev |
| ----------- | --------------- | --------------- |
|             |                 |                 |
|             |                 |                 |
|             |                 |                 |
|             |                 |                 |
| 1948        | 1052            |                 |
| 1953        | 1076            |                 |
| 1961        | 1048            |                 |
| 1971        | 1005            |                 |
| 1981        | 976             |                 |
| 1991        | 891             | 668             |
| 2002        | 858             | 585             |
|             |                 |                 |

| Etnična sestava po popisu iz leta 2002 | Etnična sestava po popisu iz leta 2002 | Etnična sestava po popisu iz leta 2002 | Etnična sestava po popisu iz leta 2002 | Etnična sestava po popisu iz leta 2002 |
| -------------------------------------- | -------------------------------------- | -------------------------------------- | -------------------------------------- | -------------------------------------- |
| Vlahi                                  | Vlahi                                  |                                        | 350                                    | 59,82%                                 |
| Srbi                                   | Srbi                                   |                                        | 172                                    | 29,40%                                 |
| Romuni                                 | Romuni                                 |                                        | 7                                      | 1,19%                                  |
| Jugoslovani                            | Jugoslovani                            |                                        | 2                                      | 0,34%                                  |
| Neznano                                | Neznano                                |                                        | 10                                     | 1,70%                                  |